# Nabočany

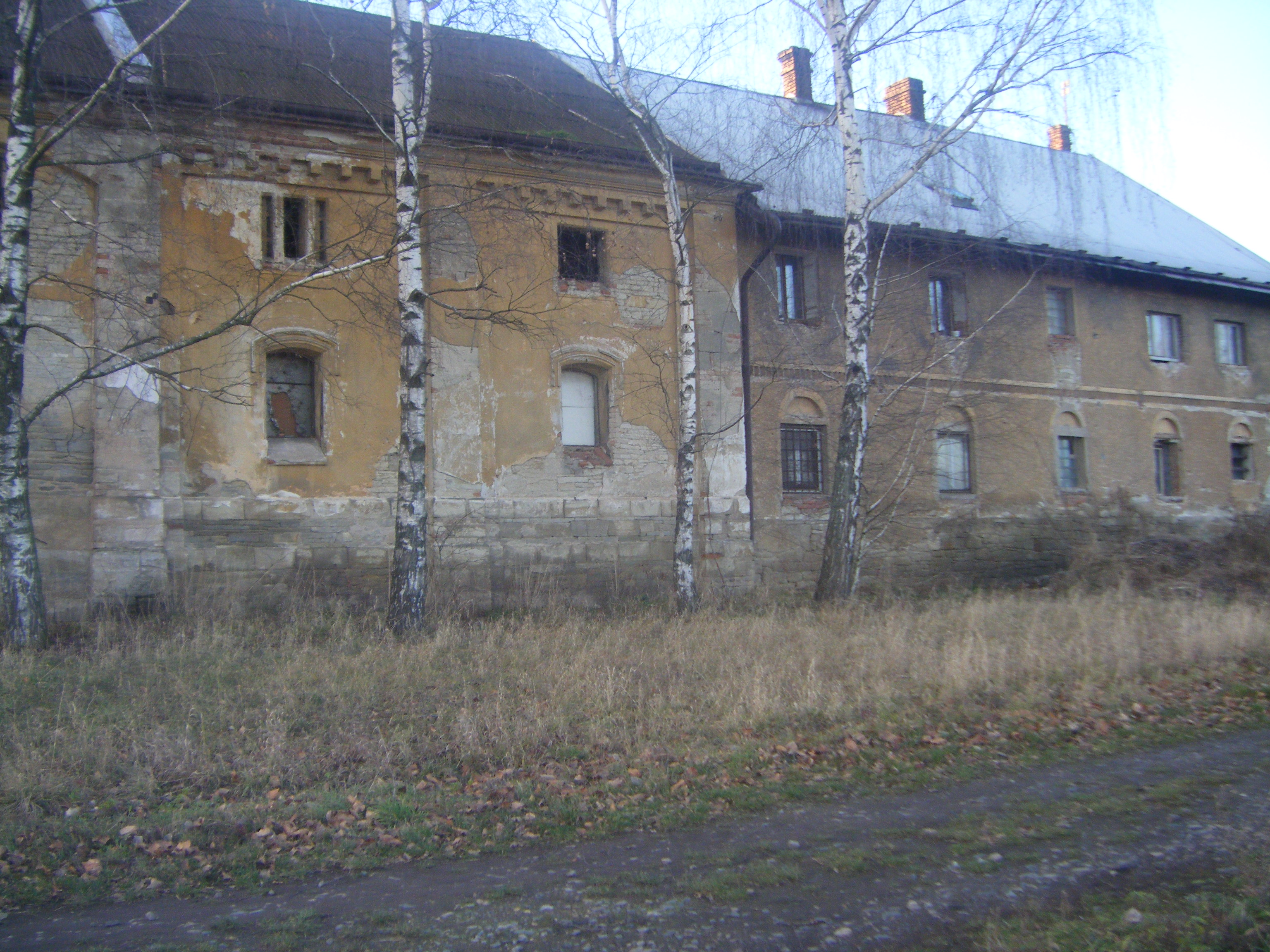
Schloss Nabočany

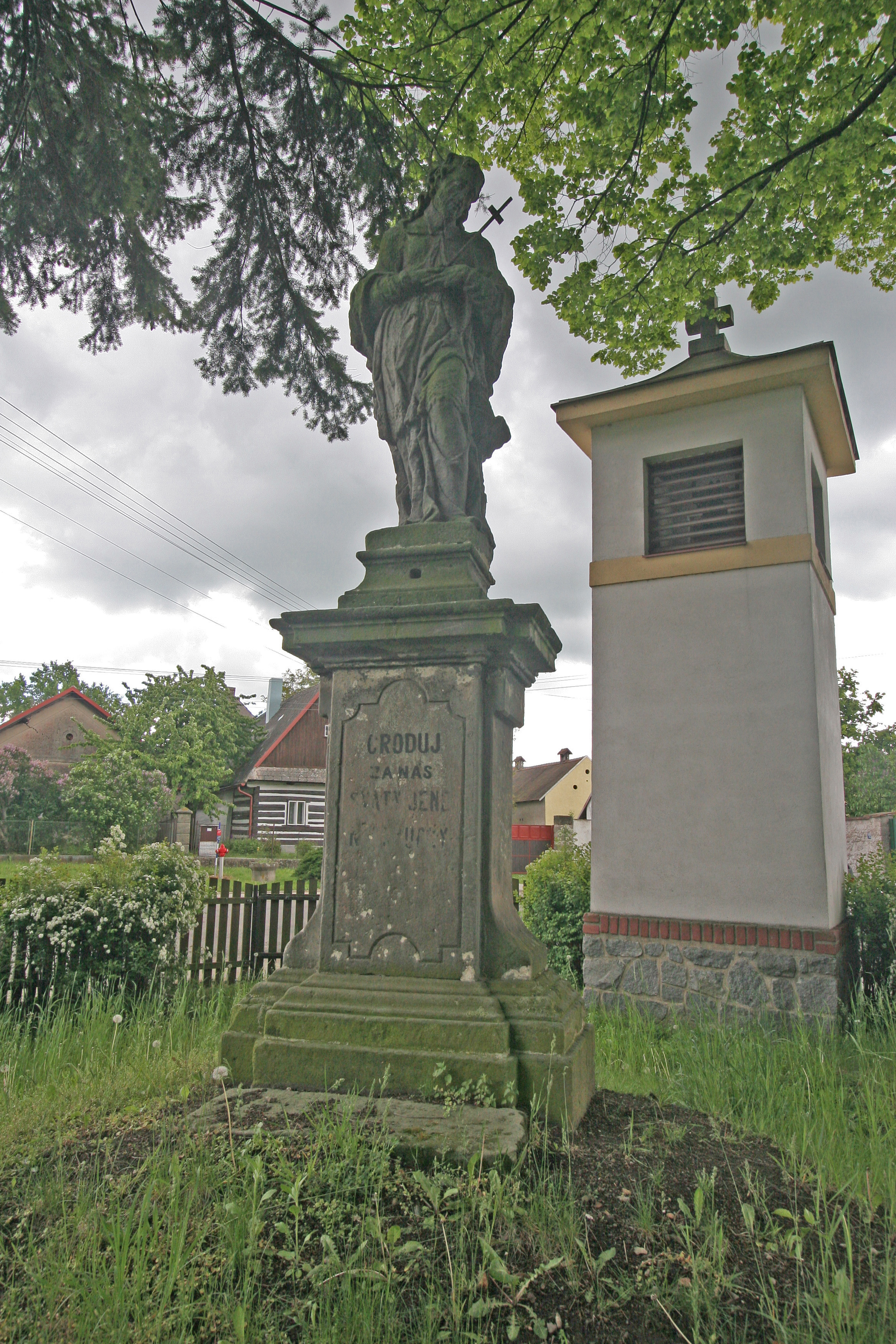
Statue des hl. Johannes von Nepomuk und Glockenturm

Nabočany (deutsch Nabotschan) ist eine Gemeinde in Tschechien. Sie liegt sieben Kilometer östlich von Chrudim und gehört zum Okres Chrudim.

## Geographie
Nabočany befindet sich am Bach Ježděnka auf der Hrochotýnecká tabule (Hrochow-Teinitzer Tafel). Südlich des Dorfes liegt der Teich Ježděnec, dahinter erhebt sich der Hügel Kamenice (Kamenitz, 297 m n.m.). Ein Kilometer nördlich von Nabočany verläuft die Staatsstraße I/17 zwischen Chrudim und Hrochův Týnec.
Nachbarorte sind Turyň und Dolní Bezděkov im Norden, Stíčany, Hrochův Týnec und Skalice im Nordosten, Blansko und Přestavlky im Osten, Trojovice und Honbice im Südosten, Libanice im Süden, Orel, Tři Bubny, Vlčnov und V Lindách im Südwesten, Kočí im Westen sowie Topol, Habrov und Tuněchody im Nordwesten.

## Geschichte
Die erste urkundliche Erwähnung des Dorfes erfolgte 1275 im Zusammenhang mit Dluhomil von Nabočany. Seit 1385 ist eine Feste nachweislich. Die Besitzer des landtäfligen Gutes Nabočany wechselten häufig. Ab 1542 besaß Wenzel Talatzko von Gestetitz die Güter Nabočany und Libanice. Adam Přibík von Otaslavice, der Nabočany 1568 erworben hatte, ließ an der Nordseite des Hofes als neuen Herrensitz ein Schloss erbauen. 1616 verkaufte er das Gut Nabočany mit dem Schloss an Anna Maria von Kapaun, geborene von Damsdorf. Diese vererbte das Gut an Karl Gustav Kapaun von Swoykow, dessen Sohn es 1692 an Sidonie Woracziczky von Pabienitz, geborene Kapaun verkaufte. Sidonie und ihr Mann Augustin Norbert Woracziczky von Pabienitz ließen das verkommene Schloss im Stil des Barock umbauen, 1697 verkauften sie das Gut an Marie Elisabeth von Millesimo, geborene Kustosch von Zubří und Lipka. Diese veräußerte das Gut 1716 an Joseph Franz von Schönfeld, der es mit seiner Herrschaft Nassaberg vereinigte. 1753 fiel die Herrschaft Nassaberg Johann Adam von Auersperg als Universalerben des mit Joseph Franz von Schönfeld († 1737) erloschenen Grafengeschlechts von Schönfeld zu.
Im Jahre 1835 bestand das im Chrudimer Kreis gelegene Dorf Nabotschan aus 34 Häusern, in denen 247 Personen, darunter drei protestantische Familien lebten. Im Ort gab es ein Beamtenhaus, einen Meierhof, eine Schäferei und eine Mühle. Pfarrort war Hrochow-Teinitz. Bis zur Mitte des 19. Jahrhunderts blieb Nabotschan  der Herrschaft Nassaberg untertänig.
Nach der Aufhebung der Patrimonialherrschaften bildete Nabočany ab 1849 einen Ortsteil der Gemeinde Hombice im Gerichtsbezirk Chrudim. Ab 1868 gehörte das Dorf zum politischen Bezirk Chrudim. 1869 hatte Nabočany 304 Einwohner. 1873 löste sich Nabočany von Hombice los und bildete eine eigene Gemeinde. Im Jahre 1900 lebten in dem Dorf 307 Personen, 1910 waren es 328.

## Gemeindegliederung
In der Gemeinde Nabočany sind keine Ortsteile ausgewiesen.

## Sehenswürdigkeiten
- Schloss Nabočany, erbaut nach 1568 für Adam Přibík von Otaslavice. Augustin Norbert Woracziczky von Pabienitz ließ das Schloss ab 1692 barock umbauen. Nach dem Verkauf des Gutes an den Grafen von Schönfeld auf Nassaberg im Jahre 1716 wurde das Schloss nicht mehr als Herrensitz benötigt und diente als Wohn- und Amtshaus des herrschaftlichen Beamten. Zwischen 1820 und 1830 ließ die Verwalterin der Herrschaft Nassaberg, Griselda von Auersperg, das Schloss zu einem schlichten Wirtschaftsgebäude umgestalten. Letzte Umbauten erfolgten 1925, als im Zuge der Bodenreform der neue Besitzer des Hofes Nabočany das Gebäude zu seinem Wohnsitz machte. In den 2010er Jahren erfolgten grundlegende Instandsetzungen.
- Statue des hl. Johannes von Nepomuk auf dem Dorfplatz, Kulturdenkmal
- Glockenturm auf dem Dorfplatz, errichtet 1937
- Gezimmerte Chaluppen, die älteste (Nr. 1) stammt aus dem Jahre 1701